# Striga aequinoctialis
Striga aequinoctialis là loài thực vật có hoa thuộc họ Cỏ chổi. Loài này được A.Chev. ex Hutch. & Dalziel miêu tả khoa học đầu tiên năm 1931.